# Bhil

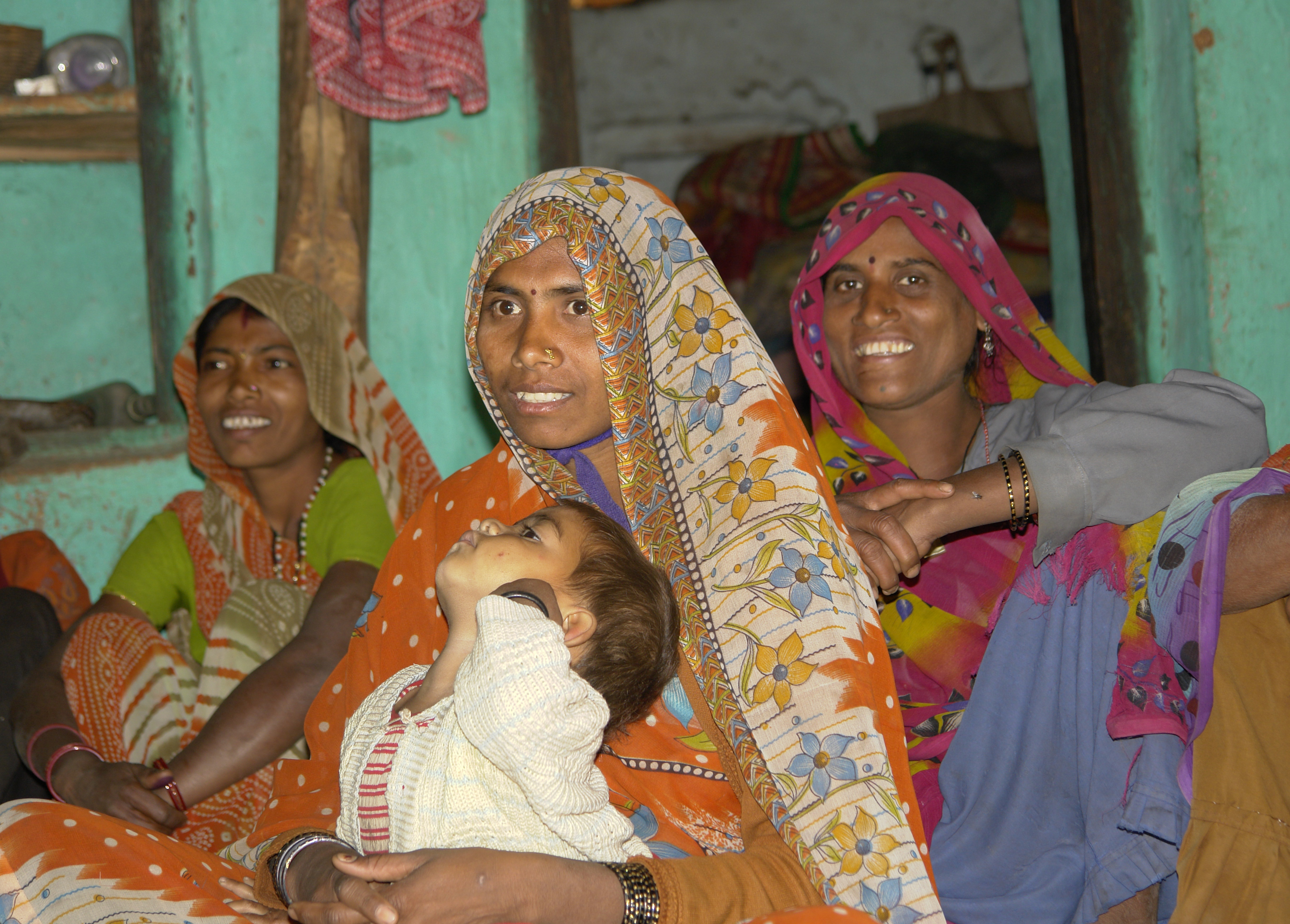
Bhil-Frauen im Raisen-Distrikt in Madhya Pradesh (2010)

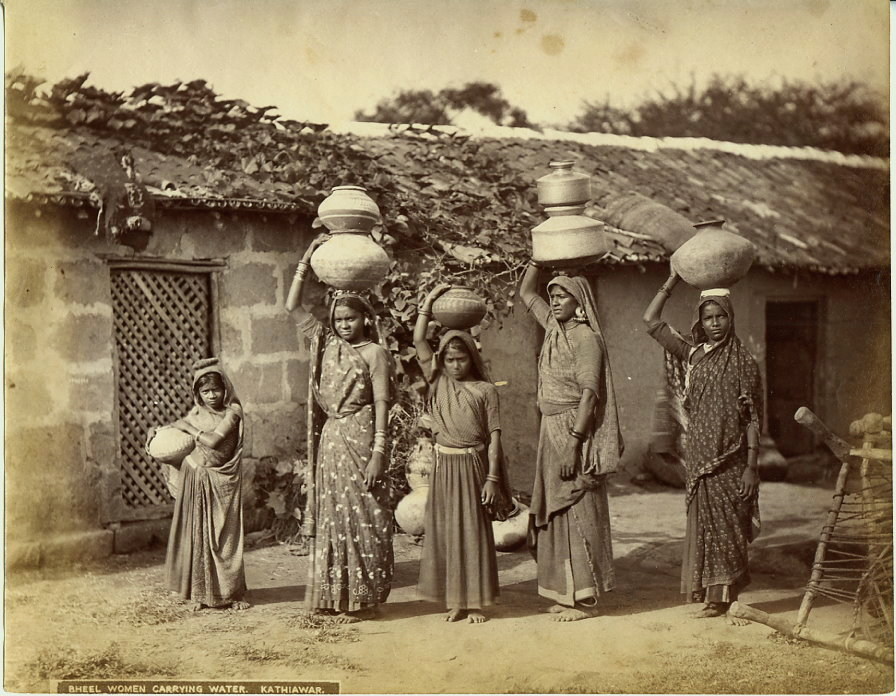
Wasser tragende Bhil-Frauen auf der Halbinsel Kathiawar in Gujarat (um 1880)

Die Bhil sind ein indigenes Volk in Indien und mit 17 Millionen Angehörigen zahlenmäßig die größte Ethnie unter den rund 700 „anerkannten Stammesgemeinschaften“ (Scheduled Tribes). Ihre Siedlungsgebiete verteilen sich über ganz Westindien, vor allem in den Bundesstaaten Madhya Pradesh, Gujarat, Maharashtra und im südlichen Rajasthan. Kleine Gruppen der Bhil leben in Karnataka sowie in Nordostindien in Tripura und Andhra Pradesh, wohin sie seit dem 19. Jahrhundert als billige Arbeitskräfte auf Teeplantagen angeworben wurden. Eine Gruppe siedelt im pakistanischen Sindh. Rund 98 % aller Bhil sind hinduistischen Glaubens. Sie haben eine eigene Sprache mit zahlreichen Dialekten: Das Bhili leitet sich ab vom Gujarati, einer indoarischen Sprache.
Der Name Bhil wird zurückgeführt auf das dravidische Wort billu: „Bogen“. Diese Hauptwaffe der Bhil, in deren Umgang sie als geschickt geschildert werden, findet sich heute noch häufig (vergleiche den Bogensport der Khasi). Es ist auch vermutet worden, dass der Name abstammt vom Sanskritwort bhilla („Wilder eines bestimmten Stammes“). Auch vermutet wird, dass die Bhil gemeinsame Vorfahren mit dem Volk der Munda haben, dies gilt aber nicht als gesichert.

## Bevölkerung
Als Urheimat der Bhil gelten das Aravalligebirge in Nordwestindien und das westliche Vindhyagebirge in Zentralindien. Die geographisch weite Zerstreuung über ein großes Gebiet führte zur Bildung unterscheidbarer Untergruppen der Bhil. Allein in der Region Malwa sind dies die Bhilala und die Patelia, die sich beide mit rajputischen Vorfahren vermischt haben, sowie die Barela, Tadvi, Rathia, Mankar und weitere. Letztere sind in der Regel Lohn- und Landarbeiter oder Fallensteller. Am Nabada wohnen die Dhankas. Eine weitere Untergruppe bilden die Bhil Mina. Die Rawat Mina (in Rajasthan), die Damur sowie andere, die seit längerer Zeit im Flachland und damit mehr in Kontakt mit der indischen Gesellschaft leben, betrachten sich nicht mehr dem Stamm der Bhil zugehörig. Die Grasia in Maharashtra sollen ebenfalls vor langer Zeit zu den Bhil gehört haben.

### Scheduled Tribes (ST)
In 8 Bundesstaaten sind die Bhil (mit vielen Untergruppen) als jeweils ansässiger Scheduled Tribe anerkannt (ST: „registrierte Stammesgemeinschaft“), insgesamt teilen sich alle Bhil auf 12 Scheduled Tribes auf, denen nach der Verfassung Indiens staatliche Schutz- und Fördermaßnahmen zustehen.
In Gujarat bilden die Bhil 2 eigenständige ST: Die große Gruppe umfasst Angehörige der „Bhil, Bhil Garasia, Dholi Bhil, Dungri Bhil, Dungri Garasia, Mewasi Bhil, Rawal Bhil, Tadvi Bhil, Bhagalia, Bhilala, Pawra, Vasava, Vasave“ (4.215.600), die kleine Gruppe umfasst „Bhil, Bhilala, Barela, Patelia“ (54.434). Daneben gibt es in Gujarat eine andere kleine Gruppe „Tadvi Bhil, Bawra, Vasave“ (572 Angehörige), die zwar als eigener ST anerkannt ist, aber nicht zur Gesamtgruppe der Bhil gezählt wird. Auch in Madhya Pradesh und Rajasthan gibt es eine sehr große Bhil-ST und eine kleinere.
Die Untergruppe der Bhil Mina hat einen eigenständigen Status als ST in Rajasthan (105.393), Madhya Pradesh (2.244) und in Chhattisgarh (71).

### Bevölkerungsentwicklung
Insgesamt 17.071.000 Bhil ermittelt die Volkszählung in Indien 2011 bei den 12 einzelstaatlichen Stammesgemeinschaften, mit einer Bevölkerungsexplosion von plus 34,5 % seit 2001 (Indien: +17,6 %). Die meisten Bhil leben in Madhya Pradesh (6 Mio.), dort bilden sie in den Distrikten Jhabua und Dhar die Mehrheit der Bevölkerung.
 Die folgende Liste vergleicht soziale Indikatoren von 9 ansässigen Bhil-Stammesgemeinschaften in 6 Bundesstaaten – außerdem sind 1222 Bhil in Chhattisgarh und Tripura als 3 einzelne Scheduled Tribes anerkannt (hier nicht angezeigt):
- Bundesstaat: jeweils auf einzelstaatlicher Ebene als Scheduled Tribes (ST) anerkannte und gezählte Bhil-Angehörige (siehe Vergleichsliste der indischen Staaten)
- Einwohnerzahl des Staates
- Bhil: insgesamt 17,1 Mio. mit allen Untergruppen
- Bevölkerungsentwicklung ab 2001: indienweiter Zuwachs von 34,5 % (von 12,7 Mio.) – teils auch bedingt durch neue Zuordnungen staatlicherseits
- Anteil an der jeweiligen Bevölkerung – die Bhil stellen 1,4 % der Einwohner Indiens (1.210.855.000)
- ländlicher Raum – nur 6 % aller Bhil leben in Städten (indienweit: 31 %)
- Geschlechterverteilung: Anzahl der weiblichen zu 1000 männlichen Personen (ausgeglichen wäre 1000 : 1000) –  mit 980 liegen die Bhil deutlich über dem indischen Durchschnitt (943 Frauen je 1000 Männer)
- unter 7: Kinder von 0 bis 6 Jahren und ihre Geschlechterverteilung von Mädchen zu 1000 Jungen – auch hier liegen die Bhil mit 951 höher als Indien (919 : 1000)
- Lesefähigkeit (ab 7 Jahren), auch bei Männern (♂) und Frauen (♀), sowie die Lücke zwischen beiden – die Bhil liegen mit 49 % Alphabeten weit unter den Werten von Indien (74 %; 82 % ♂ und 65 % ♀ = 17 % Lücke)
- ST (Scheduled Tribes): die Registrierung als „Stammesgemeinschaft“ gilt nur für die Einwohner eines Staates (siehe ST-Liste) – die 12 ST der Bhil stellen 16,4 % der 705 ST in Indien (104 Mio.), vor den Gond mit 12,7 % (vergleiche die 33 größten indigenen Völker Indiens)

|    | Bundesstaat    | Einwohner    | Bhil       | ab 2001  | Anteil | ländlich | weiblich   | unter 7 | weiblich   | lesen  | ♂      | ♀      | Lücke  | ST | Anteil  |
| -- | -------------- | ------------ | ---------- | -------- | ------ | -------- | ---------- | ------- | ---------- | ------ | ------ | ------ | ------ | -- | ------- |
| 36 | Indien         | 1.210,9 Mio. | 17.071.049 | +34,5 %  | 1,41 % | 94,16 %  | 980 : 1000 | 19,45 % | 951 : 1000 | 48,9 % | 59,0 % | 38,7 % | 20,3 % | 12 | 16,37 % |
| 1  | Madhya Pradesh | 72,6 Mio.    | 5.996.165  | +29,8 %  | 8,26 % | 94,23 %  | 987 : 1000 | 20,31 % | 951 : 1000 | 42,2 % | 50,3 % | 34,1 % | 16,2 % | 2  | 35,12 % |
| 2  | Gujarat        | 60,4 Mio.    | 4.270.037  | +24,1 %  | 7,07 % | 91,97 %  | 976 : 1000 | 18,35 % | 953 : 1000 | 59,9 % | 70,1 % | 49,4 % | 20,7 % | 2  | 25,01 % |
| 3  | Rajasthan      | 68,5 Mio.    | 4.205.657  | +49,3 %  | 6,13 % | 96,40 %  | 975 : 1000 | 20,38 % | 945 : 1000 | 44,8 % | 58,6 % | 30,9 % | 27,7 % | 2  | 24,64 % |
| 4  | Maharashtra    | 112,4 Mio.   | 2.588.659  | +42,3 %  | 2,30 % | 94,07 %  | 981 : 1000 | 17,81 % | 960 : 1000 | 52,6 % | 61,1 % | 44,0 % | 17,1 % | 1  | 15,16 % |
| 5  | Karnataka      | 61,1 Mio.    | 6.204      | +279,9 % | 0,01 % | 53,48 %  | 978 : 1000 | 17,99 % | 938 : 1000 | 60,7 % | 70,2 % | 51,1 % | 19,1 % | 1  | 0,04 %  |
| 6  | Tripura        | 3,7 Mio.     | 3.105      | +32,9 %  | 0,08 % | 98,84 %  | 930 : 1000 | 17,36 % | 932 : 1000 | 87,3 % | 91,0 % | 83,3 % | 07,7 % | 1  | 0,02 %  |

Das christlich-missionarische Joshua Project listet die Bhil Anfang 2019 mit insgesamt 17.269.000 Angehörigen, davon 457.000 in Pakistan, vor allem in der Provinz Sindh.
2001 hatte sich die Anzahl der Bhil seit 1991 fast verdoppelt auf 12.690.000, in Madhya Pradesh auf 4.621.300, in Gujarat auf 3.442.000, in Rajasthan auf 2.806.100 und in Maharashtra auf 1.829.000. Die Bhil stellten etwa 1,1 % der indischen Einwohner (1.029 Mio.) und 15 % der 460 Scheduled Tribes (84 Mio.: 8,1 % der Bevölkerung).
1971 wurde ihre Zahl in Indien mit knapp 5,2 Mio. festgestellt, davon 1,6 Mio. in Madhya Pradesh, fast alle in der Malwa-Region. Jeweils etwas unter 1,5 Millionen wohnten in Gujarat und Rajasthan.
1901 wurden insgesamt 1,199 Mio. Bhil ermittelt; es wurde geschätzt, dass sich ihre Zahl im vorhergehenden Hunger-Jahrzehnt um 43 % verringert hatte. 1881 leisteten die Bhil noch Widerstand gegen die Volkszählung durch die britischen Kolonialherren, bis 1901 wurden sie bei Zählungen nur ungenau erfasst.

### Sprache
Die Sprache der Bhil, das Bhili, stammt ab vom Gujarati, einer indoarischen Sprache. Für 2011 werden 10.413.600 Sprecher der vielen Dialekte gezählt, neben den 3.206.500 Sprechern des Bhili/Bhilodi die größere Gruppe der 3.394.000 Wagdi-Sprecher, sowie 991.300 Barel-Sprecher, 753.500 Bhilali-Sprecher, 416.800 Sprecher des Kokna/Kokni/Kukna und 13 weitere Dialekte.

## Siedlungen
Anthropologen der Kolonialzeit unterschieden drei Arten von Bhil:
- in den Dörfern lebende
- in den Ebenen Ackerbau betreibende (kothul)
- die „Wilden“ in den Bergen und im Dschungel unter eigenen Häuptlingen (naik), die halb-nomadisch leben und vielfach Brandrodungs-Wanderfeldbau betreiben (shifting cultivation); sie heiraten nicht in die anderen beiden Gruppen

Reine Bhil-Siedlungen bestehen aus verstreuten Einzelhöfen. Der Vorsteher (jadvi) eines Dorfes ist einflussreich. Wo die Bil mit anderen Gruppen in Dörfern leben, halten sie sich getrennt in eigenen Weilern. Innerhalb des Kastensystems gehörten sie zur untersten Klasse. Ein „Zweifach Geborener“ akzeptiert aus ihrem lotha kein Wasser. Tote werden verbrannt und einige verbleibende Knochen in den Fluss geworfen, wobei der Zusammenfluss von Mahi und Som bei Banswara als besonders heilig gilt.

## Wirtschaft
Seit der Stamm in Randgebiete abgedrängt wurde, bebauen die Bhil meist wenig ertragreiches Land. Wo sie mit anderen Ethnien in Orten leben, gehören sie selten zu den Landbesitzern, sondern müssen sich als Landarbeiter verdingen. In traditioneller Lebensweise ernährten sich die Bhil zusätzlich noch durch Jagd und Flussfischerei (mit Netzen, Dämmen oder Gift). Düngung und Bewässerung war bei der traditionellen Lebensweise kaum üblich. Feldbestellung erfolgte durch Hacken, selten in der Ebene durch Pflug. Mit der verstärkten Einbindung in das koloniale Ausbeutungssystem, das seit etwa 1880 die Bezahlung von (Grund-)Steuern in barem Geld und daher den Anbau von cash crops erforderte, begann oft auch eine Pauperisierung, an der die im indischen Dorf vertretenen Geldverleiher, meist Parsen, die gleichzeitig die örtliche Schnapslizenz hielten, durch Wucherzinsen wesentlich mit beteiligt sind.
Die Kabadis bildeten eine eigene Klasse von Flößern auf dem Nambada. Die Barela, die hauptsächlich im Distrikt Khargone leben, verdingen sich als weit umherziehende Brennholzhändler, wenn die von ihnen bebauten mageren Ackerflächen nicht für den Lebensunterhalt eines Jahres reichen.

## Soziale Organisation

### Heirat
Die Auswahl von Ehepartnern, früher üblicherweise durch die Eltern, erfolgt unter Beachtung von Kastenregeln. Kinderheiraten waren selten. Je weiter südlich man gelangt, umso stärker werden die Wünsche der Braut mit berücksichtigt. Einzelne der etwa 40 Klans unterscheiden sich dadurch, ob endogam, dann häufig eine Cousine, oder exogam geheiratet wird, wobei auf der mütterlichen Seite Inzesttabus von 2-7 Generationen bestehen.
Zur Verlobung, mit Daru begossen, wird ein geringes Brautgeld gezahlt. In der Woche vor der Hochzeit werden gewisse Riten durchgeführt. Am Hochzeitstag, der aufgrund günstiger astrologischer Omen bestimmt wird, erhält der Brautvater, oft in Naturalien, einen weiteren Brautpreis (dapa). Das gemeinsame Weglaufen eines Liebespaars ist nicht selten. Nach einigen Tagen kehrt man zurück und die Eltern einigen sich wie üblich über den Brautpreis. Scheidungen und Wiederheirat der Frau, die anders als sonst in Indien durchaus älter als ihr Mann sein kann, sind möglich. Witwen werden oft mit dem jüngeren Bruder des Verstorbenen verheiratet, sollte die Frau nicht zustimmen, muss ihr ein (anderer) neuer Mann der Familie des ersten eine Abfindung (zagda) zahlen. Unter den an den Südhängen der Satpurakette lebenden Tadvi finden sich zahlreiche Muslime, deren Familien patrilinear organisiert sind; Hochzeit mit Cousinen und vereinzelt Polygynie sind üblich.

## Religion
Laut Volkszählung in Indien 2011 sind die 17 Millionen Bhil zu 98,5 % Hindus (Indien: 80 %), zu 0,5 % Muslime (Indien: 14 %) und zu rund 0,7 % christlich (Christen in Indien: 2,3 %). Im Jahr 1901 wurden noch 1,2 Mio. Bhil gezählt, davon in der Präsidentschaft Bombay rund 482.000 Hindus, 78.000 „Animisten“ und 10.000 Muslime.
Die folgende Liste berechnet die Anteile der Bhil, die einer der 6 großen Religionen in Indien angehören oder einer unter „Andere Religionen und Überzeugungen“ (Other Religions and Persuasions) angegebenen – die ethnischen Religionen Addi Bassi (5.411 Anhänger), Tadvi (1.570), Bhil (894) und weitere (1.239) finden sich nur bei wenigen Bhil-Gruppen (vergleiche die größten ethnischen Religionen Indiens), allerdings bilden die 5.772 Atheisten (glauben nicht an Göttlichkeit) in Maharashtra 17 % der insg. 33.034 Atheisten in Indien:
| Volkszählung in Indien 2011 | Volkszählung in Indien 2011 | 0000 Bhil 0000 17.071.049 | Madhya Pradesh 5.996.165 | 00 Gujarat 00 4.270.037 | Rajasthan 4.205.657 | Maharashtra 2.588.659 | Karnataka 6.204 | 00 Tripura 00 3.105 |
|                             | Religion                    | 100 %                     | 35 %                     | 25 %                    | 25 %                | 15 %                  | 0,04 %          | 0,02 %              |
| --------------------------- | --------------------------- | ------------------------- | ------------------------ | ----------------------- | ------------------- | --------------------- | --------------- | ------------------- |
| 1.                          | Hindus                      | 98,491 %0                 | 98,891 %0                | 98,851 %0               | 99,210 %0           | 95,821 %0             | 92,473 %0       | 97,585 %0           |
| 2.                          | Muslime                     | 0,532 %                   | 0,189 %                  | 0,165 %                 | 0,136 %             | 2,572 %               | 3,014 %         | 0,129 %             |
| 3.                          | Christen                    | 0,681 %                   | 0,840 %                  | 0,855 %                 | 0,541 %             | 0,250 %               | 1,015 %         | 2,190 %             |
| 4.                          | Sikhs                       | 0,010 %                   | 0,008 %                  | 0,011 %                 | 0,006 %             | 0,019 %               |                 |                     |
| 5.                          | Buddhisten                  | 0,018 %                   | 0,005 %                  | 0,009 %                 | 0,006 %             | 0,079 %               |                 |                     |
| 6.                          | Jainas                      | 0,006 %                   | 0,004 %                  | 0,006 %                 | 0,005 %             | 0,009 %               |                 |                     |
| 7.                          | Andere R. u. Ü.             | 0,092 %                   | 0,017 %                  | 0,039 %                 | 0,029 %             | 0,456 %               | 0 %             | 0 %                 |
| 7.1                         | Atheisten                   | 0,034 %                   |                          |                         |                     | 0,223 %               |                 |                     |
| 7.2                         | „Addi Bassi“                | 0,032 %                   | 0,007 %                  | 0,027 %                 | 0,021 %             | 0,115 %               |                 |                     |
| 7.3                         | „Tadvi“                     | 0,009 %                   |                          |                         |                     | 0,061 %               |                 |                     |
| 7.4                         | „Bhil“                      | 0,005 %                   | 0,003 %                  | 0,002 %                 | 0,002 %             | 0,022 %               |                 |                     |
| 7.5                         | …weitere…                   | 0,007 %                   | 0,002 %                  | 0,005 %                 | 0,004 %             | 0,028 %               |                 |                     |
| 7.9                         | unklassifiziert             | 0,004 %                   | 0,002 %                  | 0,005 %                 | 0,003 %             | 0,007 %               |                 |                     |
| 8.                          | Ohne Angabe                 | 0,169 %                   | 0,045 %                  | 0,063 %                 | 0,065 %             | 0,796 %               | 3,433 %         | 0,032 %             |

| 2011 alle Bhil: MadhyaPr. Gujarat Rajasthan Maharash. Karnat. Tripu. Chhat. AndhraP Bhil: 17071049 = 5996165 + 4270037 + 4205657 + 2588659 + 6204 + 3105 + 618 + 604 -------------------------------------------------------------------------------------------- 1. Hindus 16813497 = 5929685 + 4220989 + 4172450 + 2480490 + 5737 + 3030 + 535 + 581 2. Muslims 90885 = 11359 + 7051 + 5704 + 66578 + 187 + 4 + 0 + 2 3. Christians 116309 = 50346 + 36508 + 22760 + 6467 + 63 + 68 + 83 + 14 4. Sikhs 1725 = 491 + 476 + 269 + 487 + 2 + 0 + 0 + 0 5. Buddhists 3004 = 299 + 383 + 267 + 2053 + 0 + 2 + 0 + 0 6. Jains 1002 = 258 + 268 + 230 + 244 + 2 + 0 + 0 + 0 7. Other R & P 15739 = 1043 + 1679 + 1224 + 11793 + 0 + 0 + 0 + 0 8. Not Stated 28888 = 2684 + 2683 + 2753 + 20547 + 213 + 1 + 0 + 7 „7. Other Religions and Persuasions“ (15739 von 17,1 Mio. = 0,09 %): -------------------------------------------------------------------- Atheist 5772 = 0 + 0 + 0 + 5772 Addi Bassi 5411 = 399 + 1159 + 866 + 2987 Tadvi 1570 = 0 + 0 + 0 + 1570 Bhil 894 = 174 + 86 + 75 + 559 A.C. 654 = 0 + 229 + 0 + 425 Hindai 371 = 196 + 0 + 95 + 80 Babadev 128 = 128 + 0 + 0 + 0 A.Jamati 123 = 0 + 0 + 0 + 123 sangat nahi 100 = 0 + 0 + 0 + 100 Sarna 59 = 0 + 0 + 59 + 0 Other unclassified 657 = 146 + 205 + 129 + 177 |

Das christlich-missionarische Joshua Project listet die vorgeblich 16.812.000 Bhil in Indien als 98,4 % Hindus, 0,5 % Muslime und 0,8 % Christen; die vorgeblich 457.000 Bhil in Pakistan: rund 9 % Hindus, 91 % Muslime und 0,6 % Christen.

### Ethnische Religion
Viele Bhil folgen im Alltag und Volksglauben ihrer eigenen ethnischen Religion, deren Grundlagen Animismus (Beseeltheit der Natur) und Ahnenverehrung sind. Im Zentrum ihres religiösen Geisterglaubens stehen die barwo, die als Zauberer und Medizinmänner fungieren. Daneben gibt es männliche wie weibliche pando, die von einem Guru in ihr Amt berufen werden. Schutzgeister sind Mittler zwischen Menschen und dem Hochgott Bhagwan (vergleiche Bhagvan). Geister können sich in Tiere verwandeln. Der Barwo ist Heiler und übt heilige Zeremonien aus, wozu (Tier-)Opfer im Rahmen von Lebenszyklen und Ahnenverehrung gehören. Früher wurden Katzen als Hexen angesehen und in Häusern nicht geduldet. Frauen, meist ältere Witwen, die als Hexe „erkannt“ worden waren, wurden oft mit dem Kopf nach unten hängend an einen Baum geknüpft und zu Tode „geschaukelt.“
Wenig verbreitet ist der Glaube an Wiedergeburt (Reinkarnation). Auf die von Lasodia im späten 19. Jahrhundert begründete missionierende Bewegung zur Verehrung des wiedergeborenen Gottes Rama ist es zurückzuführen, dass die Bhil um Dungarpur herum als Vegetarier leben und keinen Alkohol zu sich nehmen. Eine ähnliche Bewegung, Nathpanthi genannt, die ihren Ursprung in der verheerenden Hungersnot 1900–1902 hatte, wurde von Vinda geführt, der sich ab 1909 Govindgiri nannte. 1911 zog er sich mit seinen Anhängern in die Mangarh-Berge zurück und terrorisierte die Umgebung. Die Briten schlugen diesen Aufstand im folgenden Jahr nieder, Govindgiri wurde lebenslang verbannt, aber nach acht Jahren begnadigt. Er starb einige Jahre später, aber seine Bewegung besteht noch heute. Im weiteren Verlauf des 20. Jahrhunderts trugen die von Gulia, Visvanath Maharaj und Mavaji (Beneshwar-na-bhagat, verstärkt ab 1980) geführten Reformbewegungen, denen allen das Verbot von Fleisch und Alkoholgenuss gemeinsam ist, zur fortschreitenden Hinduisierung der Bhil bei.

## Kultur

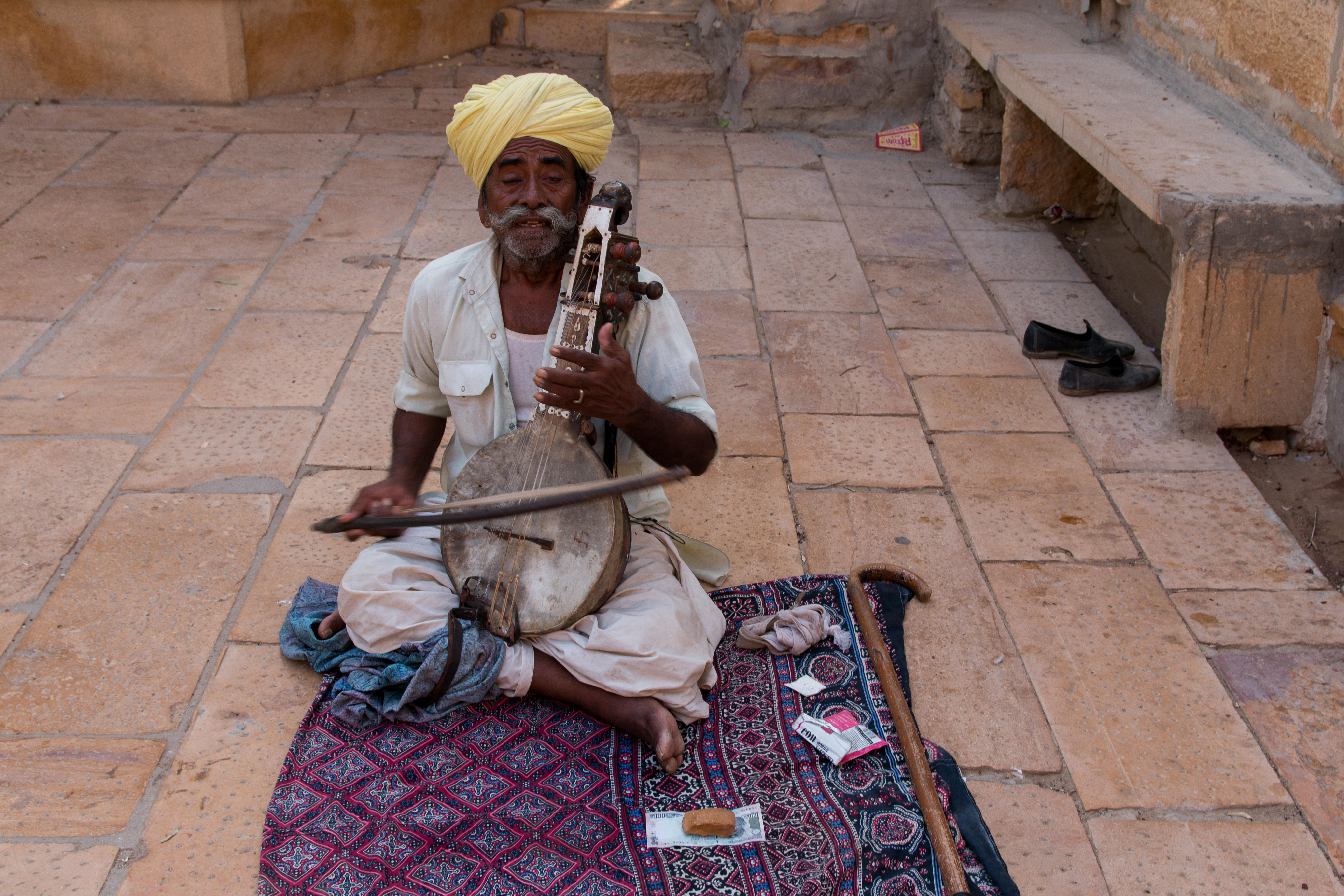
Ein Bhil in Jaisalmer singt und spielt die Streichlaute kamaica.

### Kleidung
Es gab für Männer zwei traditionelle Kleidungsstile, zum einen mit Hüfttuch, kurzem Kittel (oder Hemd) und Turban, dessen Stil und Farbe – meist rot oder weiß – die gesellschaftliche Stellung anzeigt. Andere, besonders in den Bergen, hatten lediglich einen Lendenschurz und ein Tuch am Kopf. Frauen tragen üblicherweise Sari mit kurzem Unterrock und einfachem Mieder.

### Alkohol
Die Bhil gelten als sehr trinkfreudig, neben Palmwein (toddy) ist Schnaps (country liquour) beliebt. Dieser Selbstgebrannte (daru) aus Mahuwa-Blüten der Dornmelde Madhuca longifolia, auch indischer Butterbaum, hat anfangs 7 bis 10 % Alkohol und wird üblicherweise auf 15 bis 30 % hochdestilliert. Von der Einführung der Besteuerung von Palmen zur Weingewinnung (toddy) und der nach 1878 sukzessiven Errichtung eines Alkoholmonopols waren sie besonders betroffen (der Bombay Abkari Act von 1878, wiederholt verschärft bis zum Bombay Prohibition Act 1949). Der traditionelle Alkoholkonsum beschränkte sich jedoch meist auf Toddy in der nahrungsmittelarmen Zeit vor der ersten Ernte. Toddy war hierbei eine wichtige (kostenlose) Kalorienquelle. Weiterhin war er – im Gegensatz zu den Brunnen mit in der Trockenzeit häufig brackigen Wassern – steril. Daru wurde meist während der zweimonatigen Blütezeit, Familienfesten und zu den großen hinduistischen Festtagen wie Holi, Dashahara und Diwali, dann aber exzessiv, genossen.

## Geschichte

### Ursprungsmythen
Es gibt unterschiedliche Legenden ihres Ursprungs. Die am häufigsten erzählte führt den Ursprung des Volkes auf den Gott Mahadeo zurück, der mit einer Frau, die er im Wald traf, zahlreiche Kinder hatte. Ein bösartiger hässlicher Junge namens Nishad tötete den Bullen seines Vaters und wurde dafür in die Wälder verbannt; seine Nachfahren bilden den Stamm. Eine andere Legende, besonders um Dungarpur verbreitet, erzählt von dem strengen König Raja Vadra, der sein Volk zwang, ihn anzubeten. Darüber entsetzte Rishis (mythische weise Männer) töteten den Raja durch Rezitationen von Mantras, woraufhin im Land Chaos ausbrach. Die Rishis schufen daraufhin aus dem Körper des Toten zwei Söhne, die zu den Stammvätern wurden.

### Verdrängung
Das ursprüngliche Wohngebiet der nicht-arischen, dunkelhäutigen und körperlich kleinen Bhil war das gesamte heutige südliche und westliche Rajastan und Teile Gujarats. Sie wurden von den zuwandernden Rajputen in unzugängliche, bewaldete Gebiete vertrieben. Soweit sie Ackerbau betrieben, blieb ihnen wenig ertragreiches Land. Eine der Folgen des Abdrängens in marginale Gebiete war, dass man als Schutzmechanismus sich aggressiv gegenüber Außenstehenden zeigte. Zur Sicherung ihres Unterhalts, besonders in Jahren mangelnden Monsunregens, waren sie zu Viehdiebstählen und Raubzügen ins Umland gezwungen. Besonders durch den geschickten Gebrauch von Pfeil und Bogen, vielfach auf dem Rücken liegend abgeschossen, erwarben sie den Ruf hartnäckiger Gegner.
Nach dem Tod des letzten Hindukönigs Prithviraj III. Chauhan von Delhi (1192) flohen etwa 200.000 Chauhan-Rajputen vor Muizz ud-Din nach Mewar (Udaipur). Als diese Gebiete um Chittor (Chittorgarh) im Jahr 1303 von Ala ud-Din erobert wurden, zogen sich viele Rajputen in das Vindhyagebirge zurück. Sofern sie sich mit ansässigen Bhil vermischten, verloren sie ihre Kastenzugehörigkeit. Ihre Nachfahren bilden die Untergruppen der Patelia und Bhilala.

### Marathen
Den in die Wohngebieten der Bhil vordringenden Truppen des Peshwa aus Maratha (einem Staat in Zentralindien 1674–1818) gelang es im 18. Jahrhundert nicht, die Einheimischen militärisch zu unterwerfen. Es wurde zur Methode des Verrats gegriffen. Bei einem Fest aus Anlass eines Friedensschlusses wurden tausende Bhil gemeuchelt. In den folgenden Jahren wurden von Maratha-Beamten ergriffene Bhil, unter Anwendung ausgesuchtester Foltern, ohne jeden Anlass zu Tode gebracht. Es wurden regelrechte Hetzjagden veranstaltet, gefangene Bhil zu Tode gepeitscht. Die einer weiteren Maratha-Invasion folgende Hungersnot 1802–1803 führte zur weiteren Zunahme von Überfällen und Straßenraub der in ihrer Existenz in den bewaldeten Bergen bedrohten Bhil. Diese Situation hielt auch dann noch an als die Briten im Jahr 1817 den Peshwa besiegten.

### Kolonialzeit
Zur Befriedung des Gebietes kam es zur Aufstellung eines ersten Bhil Corps und der Gründung von Bhil Agencies um 1825. Einzelne Häuptlinge wurden gegen Bezahlung für die Sicherheit der Straßen ihrer Gebiete verantwortlich gemacht. Viehdiebstähle und Raubzüge hörten aber auch die nächsten hundert Jahre nie ganz auf. Die Hauptsiedlungsgebiete lagen im Süden der Rewa Kantha Agency, den besonders rückständigen Dangs im Khandesh-Distrikt der Präsidentschaft Bombay. Am Sepoy-Aufstand nahmen die Bhil nicht teil, nutzten jedoch sich bietende Gelegenheiten ausgiebig zu plündern. In den Dangs galt weiterhin ein besonderes Strafrecht für Bhils, die im Schnellverfahren durch den Standortkommandanten zu Geldstrafen und Auspeitschungen abgeurteilt werden konnten. Einige der Fürstenstaaten so Dungarpur, Kota, Deolia, Banswara und besonders Jhabua galten als Bhil-Staaten, auch wenn ihr Herrscher aus einer höheren Kaste stammten. Als Teil des Ritus wurde der Raja bei der Inthronisation mit dem Blut eines Bhil gesalbt.
Die Forderung der Kolonialherren, dass Steuern, Abgaben und Gebühren der Waldnutzung in barem Geld zu zahlen seien, zwang viele Bhil, die kaum von der Landwirtschaft leben konnten, weiterhin zu Diebstählen und Überfällen, so dass sie pauschal als „Wilde“ und „kriminell“ beschrieben werden. Zwangsläufig nahm ihre wirtschaftliche Ausbeutung und somit auch Schuldknechtschaft zu. Eine erste politische Organisation, die auf Besserung der wirtschaftlichen Situation abzielte, war die 1923 von Amritlal Thakkar (* 1869) ins Leben gerufene Bhil Seva Mandal.
Bereits seit 1905 gab es im Mewar eine Bewegung gegen übermäßige Steuern, Zwangsarbeit und Abgaben. Als die Belastungen infolge der kriegsbedingten Inflation 1918–1920 und durch die Dürrejahre 1920–1923 noch drückender wurden, versuchten Agitatoren auch die Bhil in die Bauernbewegung zu integrieren. Die Bijolia-Bewegung der 1920er Jahre stellte dem Raja von Udaipur einen Forderungskatalog, der nicht nur ein Ende des britischen Opiummonopols, sondern auch Aufhebung aller Zwangsdienste (begar) und von Polizeiwillkür forderte. Nach einigen Zugeständnissen kam es dann im Dezember 1921 zu einzelnen Ausschreitungen und einem Steuerboykott als Teil der Satyagraha. Unter der Führung des Gewürzhändlers Motilal Tejawat ging der Streik bis Juni auch im Staat Sirohi weiter. Bereits im April begannen Beschlagnahmen durch eingerückte Truppen. In einem Dorf kam es zu einem Massaker. Die Unruhe schwelte einige Jahre weiter. Nach Motilal wurde seit dem Jahr 1925 gefahndet; 1929 wurde er in Indore verhaftet und erst 1936 gegen Kaution entlassen. Sein Aufenthalt blieb bis 1947 auf Mewar beschränkt.

### Ab 1947
Wie alle Tribals werden die Bhil weiterhin benachteiligt. Ihr Bildungsgrad ist allgemein noch immer gering. Sie gehören zum ärmsten Teil der Bevölkerung. Die Lal Nishan Party (LNP) und die ihr verbundenen Gewerkschaften begannen ab 1967 die Interessen der Tribals zu vertreten (den Hindi-Ausdruck Adivasi lehnen sie als diskriminierend ab). Die im Rahmen der grünen Revolution zunehmende Mechanisierung führte zu einer weiteren Verschlechterung ihrer Situation, weil Arbeitsgelegenheiten als Landarbeiter wegfielen. Zwar ist die indische Zentralregierung seit dem Tod Indira Gandhis weniger autoritär, jedoch nehmen die besitzenden Klassen immer noch wenig Rücksicht auf Minderheiten. In den 1980ern kam es mehrfach zu Massakern von Tribals, die versuchten ihre garantierten Minderheitenrechte einzufordern.
Die grundlegenden entwicklungspolitischen Probleme werden auch ökologisch nicht gelöst. So wurden beispielsweise im letzten Jahrzehnt des 20. Jahrhunderts zahlreiche Tribals für die Sardar-Sarovar-Talsperre am Fluss Narmada und für das südlich davon gelegene Shoolpaneshwar Wildlife Sanctuary vertrieben.

## Ethnologische Forschung
Die ethnologische Forschung zu den Bhil ist umfangreich, sie beginnt um 1900: Erste detaillierte Beschreibungen finden sich in den Auswertungen von Volkszählungen (erstmals zuverlässig für 1901) und den Gazetteers der britischen Kolonialzeit. Die zur Kolonialzeit erschienene und vom Zeitgeist des viktorianischen Puritanismus durchwehte Literatur beschreibt die Bhil durchweg als individualistisch und ehrlich aber versoffen, lernunwillig und faul, ohne den geringsten Sinn für Sparsamkeit. Der Versuch einer ersten Bhili-Grammatik stammt vom Missionar C. S. Thompson 1895. Egon von Eickstedt klassifizierte 1931 den Stamm in seiner heute überholten Rassentheorie als zu den Weddiden (Alteuropide) gehörig.
Umfangreichere Arbeiten erschienen nach dem Zweiten Weltkrieg, wobei T. B. Naik (1956) und Wilhelm Koppers (1948) besonders einflussreich waren. Der Versuch des letzteren aus einigen Sanskrit-Wörtern in der Sprache die Herkunft der Bhil zu konstruieren wurde von anderen Wissenschaftlern kritisiert. Weitergehende Studien oft zu einzelnen Aspekten der Bhil wurden ab den 1980ern vom Anthropological Survey of India (Ministry of Human Resource Development) unter der Leitung von Lok Nath Soni durchgeführt.